# 常海町
常海町（じょうかいちょう）は、青森県八戸市の地名。

## 地理
八戸市の中央部に位置し、北に内丸三丁目、東に柏崎一丁目、南に窪町、西に堀端町に面している。地区の面積は8103.9平方メートル。八戸市中心市街地の区域、および、三八城地区に属する。地区内は内丸地区（本八戸駅通り）内丸地区（本八戸駅通り）
まちづくり基本構想の対象区域であり狭隘な生活道路や常海町通りが存在している。

## 地名の由来
八戸町内風土記によると、「数百年前まではすぐ裏手まで海岸線が延びていたからだとする説」「庭にあるわき水が豊かで付近の住民がその水の恩恵に浴していたからだとする説」が記述されている。
南部八戸の城下町によると「“常海”と呼ばれる堂舎に由来する」と記されている

## 歴史
江戸時代の文久年間は、主に下級番士の屋敷地だった。江戸時代は幕末にかけて奉行所が所在し、拷問された囚人の苦しそうな声が聞こえた。第二次世界大戦直後に、八戸文化服装学院が開校し1968年生徒数330人が在籍した。

### 沿革
- 1889年（明治22年）4月1日 - 町村制施行。窪町は三戸郡八戸町に属する。
- 1929年（昭和4年） 市制施行に伴い、常海町は八戸市に属する[10]。
- 1978年（昭和53年）2月1日 - 柏崎・小中野地区の住居表示実施に伴い、一部が柏崎一丁目に区画される[11][12]。
- 1982年（昭和57年）2月1日 - 内丸地区の住居表示実施に伴い、一部が内丸三丁目に区画される[13][12]。

## 世帯数と人口
| 字         | 世帯数 | 人口 |
| 大字常海町 | 47世帯 | 76人 |
| 合計       | 47世帯 | 76人 |